# Irrationaal getal

De beroemde wiskundige constante pi (π) is een van de bekendste irrationale getallen

Een irrationaal getal is een reëel getal dat niet een rationaal getal is. Rationale en irrationale getallen samen vormen de reële getallen. Omdat rationale getallen het quotiënt (breuk) zijn van twee gehele getallen, is een irrationaal getal een reëel getal dat niet te schrijven is als een quotiënt van twee gehele getallen. Bekende voorbeelden van irrationale getallen zijn {\displaystyle {\sqrt {2}}} (de vierkantswortel uit 2), {\displaystyle \pi } (pi) en e.
De pythagoreërs bewezen dat de wortel uit 2 geen rationaal getal is. Doordat er in het beeld van de pythagoreërs alleen maar rationale getallen bestonden, schrok men hier erg van. Zij probeerden het bewijs niet bekend te laten worden. De 'meeste' reële getallen zijn irrationaal, het aantal rationale getallen is aftelbaar oneindig, het aantal irrationale getallen is overaftelbaar.
Het is niet altijd eenvoudig om vast te stellen (en te bewijzen) of een reëel getal rationaal of irrationaal is. Van de constante van Euler is niet bekend of dit getal rationaal is of niet.

## Geschiedenis

De ontdekking van de irrationaliteit van het getal speelt een belangrijke rol in de legendes over de Pythagoreërs.

Het concept van irrationaliteit werd sinds de 7e eeuw voor Christus impliciet aanvaard door Indiase wiskundigen, toen Manava, omstreeks 750-690 v. C., geloofde dat de vierkantswortel van bepaalde getallen zoals 2 en 61 niet exact kon worden bepaald. Een andere bron stelt zelfs dat de irrationale getallen in India al in 1500 v.Chr door Nilakantha zouden zijn opgemerkt.
Het eerste bewijs van het bestaan van irrationale getallen wordt meestal aan Hippasus toegeschreven, een wiskundige uit de pythagoreïsche school. Hippasus deed deze ontdekking waarschijnlijk bij het identificeren van de zijden van het pentagram. 
De toen geldende pythagorese methode ging ervan uit dat er een voldoend kleine, ondeelbare eenheid moest bestaan die gelijkmatig in een van deze lengtes alsook in de andere zou passen. Hippasus was in de 5e eeuw v.Chr. echter in staat te deduceren dat er in feite geen gemeenschappelijke ondeelbare maateenheid kon bestaan, en dat de bewering van een dergelijk bestaan tot een contradictie leidde. Hij deed dit door aan te tonen dat, indien de hypotenusa van een gelijkbenige rechthoekige driehoek inderdaad commensurabel is met een van de benen van de driehoek, deze maateenheid tegelijkertijd oneven en even zou moeten zijn, wat onmogelijk is.
Zijn redenering is er een volgens de oneindige afdaling en komt overeen met het bewijs dat wortel 2 irrationaal is. Het gaat als volgt:
- De verhouding van de hypothenusa met een been van een gelijkbenige rechthoekige driehoek is {\displaystyle a:b,} uitgedrukt in de kleinst mogelijke eenheden.
- Volgens de stelling van Pythagoras geldt: {\displaystyle a^{2}=2b^{2}}.
- Dus {\displaystyle a^{2}} is even, en dan is ook {\displaystyle a} even, aangezien het kwadraat van een oneven getal ook een oneven getal is.
- Aangezien {\displaystyle a:b} in zijn kleinste termen is uitgedrukt, moet {\displaystyle b} oneven zijn.
- Aangezien {\displaystyle a} even is, laat {\displaystyle a=2y} zijn.
- Dan is dus {\displaystyle a^{2}=4y^{2}=2b^{2}}
- Dus is {\displaystyle b^{2}=2y^{2}}, zodat {\displaystyle b^{2}} even moet zijn.
- Maar dan is ook {\displaystyle b} even.
- Dat is in tegenspraak met de constatering dat {\displaystyle b} oneven moet zijn.[5]

In de oud-Griekse wiskunde noemde men deze verhouding van incommensurabele groottes alogos, of onuitdrukbare groottes.
Hippasus werd niet geprezen voor zijn bewijs: volgens een legende deed hij zijn ontdekking terwijl hij op zee was. Zijn collega-pythagoreërs zouden hem vervolgens prompt overboord hebben gegooid "... dit voor het feit dat hij een element in het universum had gevonden dat de leer ... ontkende dat alle fenomenen in het heelal kunnen worden teruggebracht tot gehele getallen en hun verhoudingen." Een andere legende luidt overigens dat Hippasus alleen maar werd verbannen. Wat de persoonlijke consequenties voor Hippasus ook mogen zijn geweest, het is wel zeker dat zijn ontdekking een dramatisch probleem voor de pythagoreïsche wiskunde en filosofie stelde, omdat de belangrijkste vooronderstelling van deze stroming, dat getal en meetkunde onscheidbaar zijn, werd ontkracht. Het fundament werd onder hun theorie weggeslagen.
Theodorus van Cyrene bewees de irrationaliteit van de n-de wortel van gehele getallen tot en met 17, maar stopte waarschijnlijk omdat de algebra, waar hij gebruik van maakte, niet kon worden toegepast op de vierkantswortel van 17.
Het was pas nadat Eudoxus van Cnidus zijn theorie van verhoudingen ontwikkelde, waarin zowel irrationale als rationale ratio's in aanmerking werden genomen, dat er een sterk wiskundig fundament voor de irrationale getallen werd gelegd. Een grootte "was geen getal, maar stond voor grootheden, zoals lijnstukken, hoeken, oppervlakten, volumes en tijd, grootheden die, zoals wij zouden zeggen, continu kunnen variëren. Groottes werden afgezet tegenover gehele getallen, die van de ene waarde naar de andere springen, zoals van 4 naar 5." Getallen zijn samengesteld uit een kleinste, ondeelbare eenheid, terwijl groottes oneindig klein kunnen worden gemaakt. Omdat er geen kwantitatieve waarden aan groottes werden toegewezen, was Eudoxos in staat om rekening te houden met zowel commensurabele als incommensurabele verhoudingen door een verhouding in termen van groottes te definiëren, en proportie als een gelijkheid tussen twee verhoudingen. Door kwantitatieve waarden (getallen) uit de vergelijking te halen, vermeed hij de val om een irrationaal getal als een getal uit te willen drukken. De theorie van Eudoxos stelde de Griekse wiskundigen in staat enorme vooruitgang te maken in de meetkunde, aangezien deze theorie de noodzakelijke logische basis legde voor incommensurabele verhoudingen. Boek 10 van Euclides zijn Elementen is aan de classificatie van irrationale groottes gewijd.

## Andere voorbeelden
Enkele bekende irrationale getallen zijn: 
- Het getal {\displaystyle e}, waarvan de decimale ontwikkeling begint met 2,718 281 828 459 ..., is een fundamentele constante die als eerste is onderzocht door Leonhard Euler. Het is een transcendent getal. Het getal vormt de basis van de natuurlijke logaritme. Exponentiële groei met {\displaystyle e} als grondtal heeft zichzelf als afgeleide. Het getal {\displaystyle e} speelt verder een grote rol in de complexe getallen.
- Het getal {\displaystyle \pi }, waarvan de decimale ontwikkeling begint met 3,141 592 653 58 ..., is de verhouding tussen de diameter en de omtrek van een cirkel. Ook dit is een transcendent getal en een fundamentele constante die op allerlei plaatsen in de wiskunde opduikt. Er wordt zelfs een pi-dag gevierd.
- De gulden snede {\displaystyle \varphi }, het getal ½+½√5, komt voort uit een verhouding waarin een lijnstuk wordt verdeeld. Deze verhouding is zodanig dat het grote deel staat tot het kleine gelijk is aan het hele lijnstuk staat tot het grote deel.
- De constante van Feigenbaum δ, waarvan de decimale ontwikkeling begint met 4,669 20..., is de belangrijke constante in de chaostheorie.
- De constante van Apéry ζ(3)
- De constante van Erdős-Borwein {\displaystyle E=\sum _{n=1}^{\infty }{\frac {1}{2^{n}-1}}=1{,}606\,695\,152\,415\,\ldots }[11]
- Wortel 2 √2
- Wortel 3 √3
- Wortel 5 √5